# Uribe Schwarzkopf
Uribe Schwarzkopf es una constructora de Quito, Ecuador, involucrada en el desarrollo urbano de Quito. Su filial Brik, cotiza en la Bolsa de Valores de Quito y Bolsa de Valores de Guayaquil. Sus edificios están entre los edificios más altos de Ecuador y construyen la torre Iqon, que será la más alta de Quito.

## Historia
Fundada en 1973 por Bernardo Uribe, un ingeniero civil, y Tommy Schwarzkopf, un arquitecto. Inicialmente, la compañía realizaba trabajos menores de remodelación y construcción hasta que Schwarzkopf culminó sus estudios de arquitectura en 1980. La compañía aporta a la transformación urbana de Quito con soluciones arquitectónicas para una creciente población de clase media en la ciudad que surge a partir del primer boom petrolero ecuatoriano.

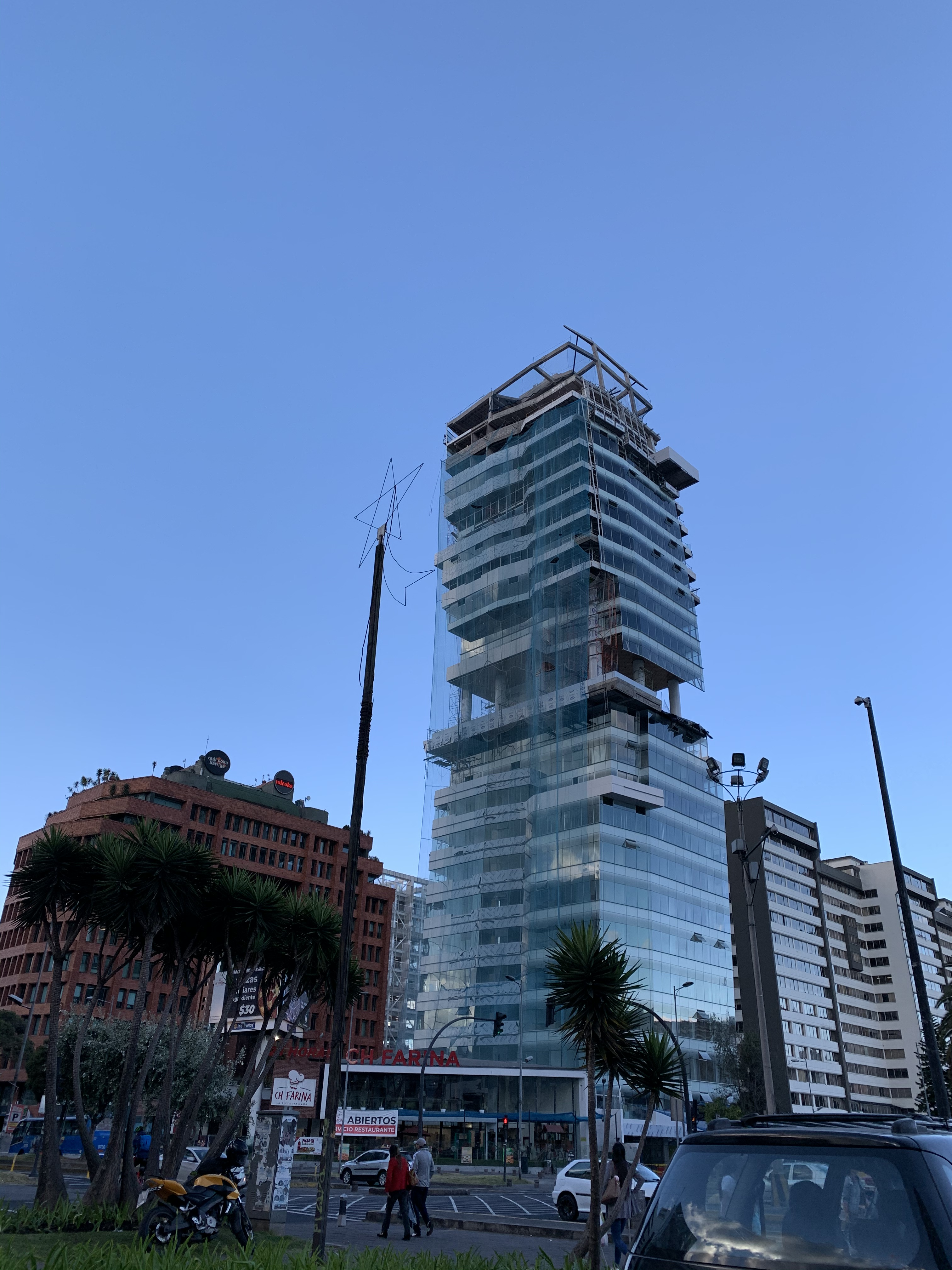
Edificio UNIQUE, en construcción en el Bulevar Naciones Unidas (2020).

El Instituto de la Ciudad del Municipio del Distrito Metropolitano de Quito, catalogó las siguientes obras realizadas entre 1980 y 1999:
| Año  | Proyecto                   | Tipo                  |
| ---- | -------------------------- | --------------------- |
| 1980 | Casas del Bosque           | Multifamiliar         |
| 1982 | Guimel Mañosca             | Multifamiliar         |
| 1982 | Conjunto GS                | Conjunto Habitacional |
| 1982 | Edificio HCJB              | Multifamiliar         |
| 1982 | Doral de la Carolina       | Multifamiliar         |
| 1983 | Monte Doral                | Multifamiliar         |
| 1983 | Torres Granada             | Multifamiliar         |
| 1984 | Sol del Bosque             | Conjunto Habitacional |
| 1984 | Doral Almagro              | Multifamiliar         |
| 1984 | Edificio Chiriboga         | Multifamiliar         |
| 1984 | Edificio Scandinavia       | Conjunto Habitacional |
| 1984 | Edificio La Ladera         | Conjunto Habitacional |
| 1984 | Conjunto Piedra Verde      | Conjunto Habitacional |
| 1984 | Torres del Norte           | Multifamiliar         |
| 1984 | Torres Balmoral            | Multifamiliar         |
| 1985 | Casa Baker                 | Conjunto Habitacional |
| 1985 | Jockey Club                | Multifamiliar         |
| 1986 | Inmona                     | Multifamiliar         |
| 1986 | La Castellana              | Multifamiliar         |
| 1986 | Terranova                  | Multifamiliar         |
| 1990 | Edificio Valy              | Multifamiliar         |
| 1991 | Edificio Alcalá            | Conjunto Habitacional |
| 1991 | Colinas de Fresno          | Multifamiliar         |
| 1992 | Altos del Bosque           | Multifamiliar         |
| 1994 | Lomas del Tenis            | Multifamiliar         |
| 1994 | Brasil Plaza               | Comercial             |
| 1994 | La Fontana                 | Multifamiliar         |
| 1994 | Club Casa Grande           | Conjunto Habitacional |
| 1995 | Torres San Isidro del Inca | Conjunto Habitacional |
| 1996 | Edificio Plaza Real        | Multifamiliar         |
| 1998 | Portalegre                 | Conjunto Habitacional |
| 1999 | Monteloma                  | Conjunto Habitacional |
| 1999 | Portón de Cádiz            | Conjunto Habitacional |

Yoo! Quito

Entre 2001 y 2011, la compañía colocó 8,240 unidades de vivienda al mercado de Quito, equivalente al 89% de las unidades colocadas en ese segmento de mercado.
En 2009, la compañía construyó la Torre Urban Plaza, una torre de oficinas cuyo diseño fue premiado por la Bienal de Miami.
En 2016, la compañía estableció su filial Brikapital S.A. con el propósito de que inversionistas privados obtengan retornos de la rentas obtenidas por la administración de los activos construidos por la compañía.

### Desarrollo inmobiliario

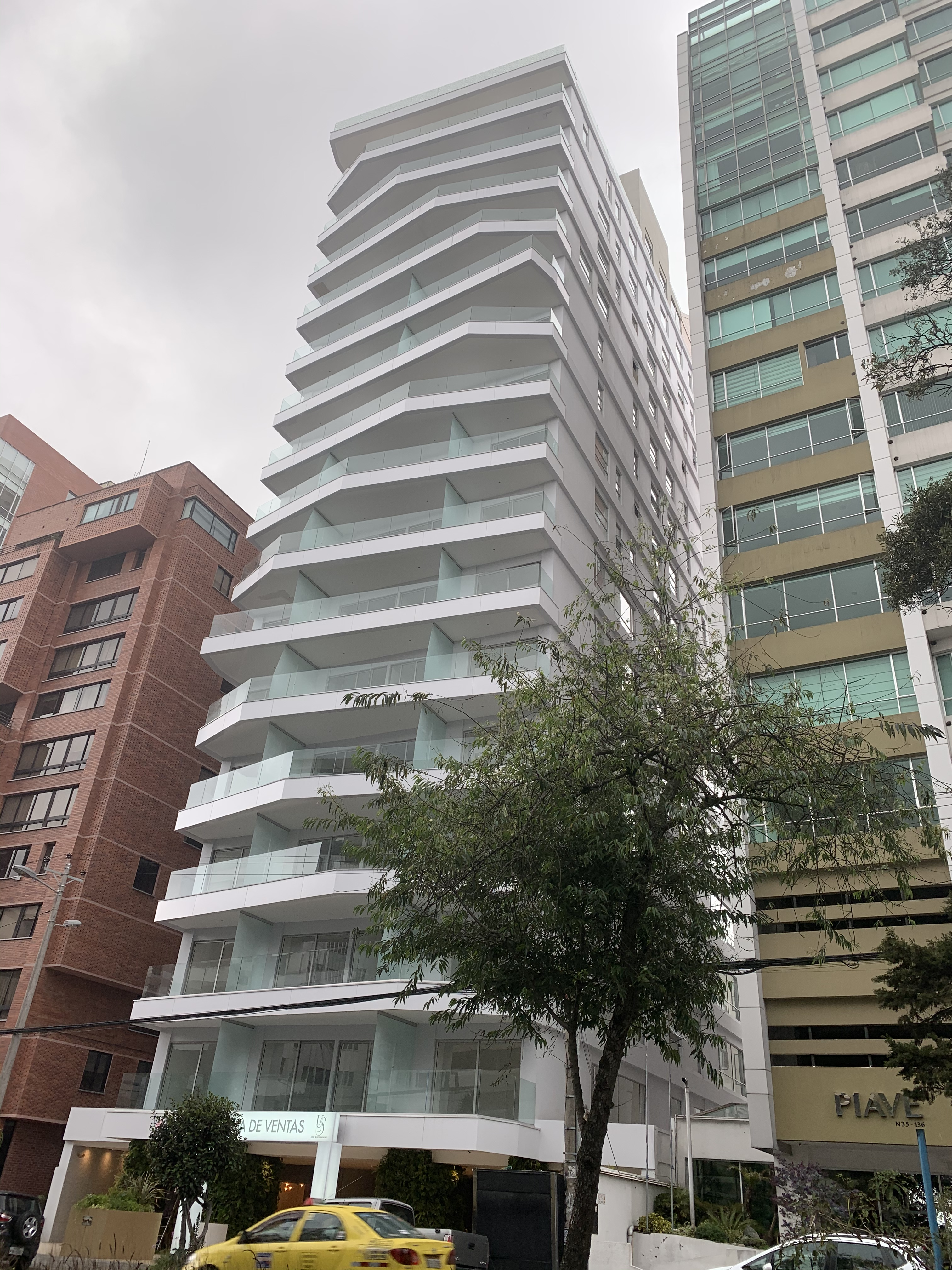
Oh!

A partir de 2017, la compañía se dedica a la construcción y desarrollo inmobiliario en alianza con firmas arquitectónicas locales e internacionales.
Junto al arquitecto Carlos Zapata, la compañía construye el edificio UNIQUE de 24 pisos, ubicado en el Bulevar Naciones Unidas en una zona comercial que se beneficia del retorno de residencias y espacios de recreación a la zona.
En 2017, construyen Gaia, un edificio residencial y comercial cerca al Parque La Carolina,  que se realiza en alianza con la firma de arquitectos Leppanen Anker. Asimismo, inauguran las residencias Oh!, en alianza con Marcel Wanders y Bernardo Fort Brescia.
En 2018, la compañía construye dos edificios diseñados por Phillipe Starck, con dos torres en dos barrios distintos de Quito, uno en el sector de la González Suárez y otro en Cumbayá (parroquia). Igualmente, anuncian la construcción de la torre residencial de 24 pisos, Qorner, diseñada por Moshe Safdie.
En 2019, la compañía inicia la construcción de un complejo residencial en Cumbayá de 136,580 m², diseñado por Jean Nouvel, denominado Aquarela.
Asimismo, la compañía anuncia dos diseños junto a Bjarke Ingels, EPIQ, una torre comercial y residencial de 24 pisos frente al sur del Parque La Carolina, y IQON, una torre de 35,000 m² que será la más alta de Quito con 33 pisos.

### Construcciones con records de altura en Quito
Hasta 2018, las construcciones de Quito no superaban el récord de altura establecido por la Torre CFN en 1981 (82 m). A partir de 2013, la zonificación de la ciudad de Quito se modifica para eliminar restricciones de altura en la construcción, debido a la construcción del nuevo Aeropuerto Internacional Mariscal Sucre, y la construcción del Metro de Quito. La compañía se enfoca en desarrollar en las zonas urbanas más transitadas Quito, incrementando su densidad poblacional.
La liberación de regulaciones de altura, permite a Uribe Schwarzkopf superar sus propios records: Yoo Quito (2018) con 91 m, One (2019) con 97 m, UNIQUE (2020) con 100 m. Se espera que el edificio más alto de Quito sea el diseño realizado junto a Bjarke Ingels Group, IQON, con 132 m y 33 pisos, ubicado frente al Parque La Carolina.

## Críticas
En 2012, surgieron cuestionamientos por la decisión del Municipio de Quito de firmar un convenio con la compañía para que esta reemplace un redondel en Cumbayá (parroquia) por un intercambiador vehicular; la principal preocupación era que la obra podía afectar a locales comerciales de la zona.
En 2016, durante la conferencia de la ONU, Habitat III, se discutió el desordenado desarrollo urbano de Quito, haciéndose mención a constructoras como Uribe Schwarzkopf por su impacto en la fisonomía de la ciudad.
En 2018, la compañía fue criticada por incrementar el valor de suelo de la ciudad con sus construcciones; sin embargo, la compañía expresó que estima que Quito es la segunda ciudad de Suramérica con el precio por metro cuadrado más barato.